# Les Jeunes Européens - France
Pour les articles homonymes, voir JEF.
 (janvier 2023).
La mise en forme du texte ne suit pas les recommandations de Wikipédia : il faut le « wikifier ».
Les points d'amélioration suivants sont les cas les plus fréquents. Le détail des points à revoir est peut-être précisé sur la page de discussion.
- Les titres sont pré-formatés par le logiciel. Ils ne sont ni en capitales, ni en gras.
- Le texte ne doit pas être écrit en capitales (les noms de famille non plus), ni en gras, ni en italique, ni en « petit »…
- Le gras n'est utilisé que pour surligner le titre de l'article dans l'introduction, une seule fois.
- L'italique est rarement utilisé : mots en langue étrangère, titres d'œuvres, noms de bateaux, etc.
- Les citations ne sont pas en italique mais en corps de texte normal. Elles sont entourées par des guillemets français : « et ».
- Les listes à puces sont à éviter, des paragraphes rédigés étant largement préférés. Les tableaux sont à réserver à la présentation de données structurées (résultats, etc.).
- Les appels de note de bas de page (petits chiffres en exposant, introduits par l'outil «  Source ») sont à placer entre la fin de phrase et le point final[comme ça].
- Les liens internes (vers d'autres articles de Wikipédia) sont à choisir avec parcimonie. Créez des liens vers des articles approfondissant le sujet. Les termes génériques sans rapport avec le sujet sont à éviter, ainsi que les répétitions de liens vers un même terme.
- Les liens externes sont à placer uniquement dans une section « Liens externes », à la fin de l'article. Ces liens sont à choisir avec parcimonie suivant les règles définies. Si un lien sert de source à l'article, son insertion dans le texte est à faire par les notes de bas de page.
- La présentation des références doit suivre les conventions bibliographiques. Il est recommandé d'utiliser les modèles {{Ouvrage}}, {{Chapitre}}, {{Article}}, {{Lien web}} et/ou {{Bibliographie}}. Le mode d'édition visuel peut mettre en forme automatiquement les références.
- Insérer une infobox (cadre d'informations à droite) n'est pas obligatoire pour parachever la mise en page.

Pour une aide détaillée, merci de consulter Aide:Wikification.
Si vous pensez que ces points ont été résolus, vous pouvez retirer ce bandeau et améliorer la mise en forme d'un autre article.
 (janvier 2023).
Les Jeunes Européens - France est une association loi de 1901 qui constitue la section française des Jeunes Européens fédéralistes et regroupe les adhérents de moins de 35 ans du Mouvement européen - France.
Elle vise à rassembler les jeunes désireux d’agir en faveur de la construction européenne dans un sens fédéral. « Leur action est fondée sur le pluralisme politique, la tolérance et l’ouverture ».
Les Jeunes Européens agissent pour la défense et la promotion des idées des pères fondateurs de l'Europe tels Jean Monnet et Robert Schuman, telles rejet de la guerre et des nationalismes.
L'association milite pour une Europe unie, capable de peser dans la mondialisation pour protéger et promouvoir les valeurs européennes à travers le monde, que cela soit les avancées sociales, démocratiques ou environnementales.
Pour les Jeunes Européens, la construction de l'Europe politique doit s'effectuer dans un système fédéral ; le fédéralisme européen permettant, selon eux, de garantir une distribution juste des pouvoirs à tous les échelons, notamment au niveau des régions, des États et de l'État fédéral (les institutions européennes).
Les Jeunes Européens - France est une association reconnue d'utilité publique, agréée « Jeunesse et éducation populaire » au niveau national, et membre du Comité pour les relations nationales et internationales des associations de jeunesse et d’éducation populaire (Cnajep), d'Animafac et du Forum Français de la Jeunesse (FFJ).

## Histoire
L'association sous sa forme actuelle est la résultante du rapprochement, en 1990-1991, puis de la fusion, en 1992, de la Jeunesse européenne fédéraliste (section française des Jeunes Européens fédéralistes), de la commission jeunes du « Mouvement européen France » et d'associations étudiantes, notamment des « Cercles Europe ».
Le 6 mars 1992 est désigné le premier bureau. Président : Markus Schmidt, Trésorier : Olivier Soulié, Relations internationales : Stéphane Martayan, Communication interne et développement : Valéry-Xavier Lentz, Chargée d’étude : Marie-José Fleury, Communication : Stéphane Saurel.
L'association connaît des difficultés à ses débuts, notamment en raison de son manque d'autonomie. Sa relance en 1996 lui donne un fonctionnement distinct de celui du Mouvement européen - France. L'association adopte désormais ses propres politiques et un programme d'action spécifique. Ses présidents successifs sont Stéphane Saurel, Nathalie Lasnier, Stéphanie Chémery, Vincent Richez, Aurélien Beaujard, Jérôme Gstalter, Jessica Pennet, Pauline Gessant, Nicolas Jean, Pierre-Jean Verrando, Aurélien Caron, Chloé Fabre, Jérôme Quéré, Hervé Moritz,, Marie Caillaud, Antoine Chabal et Laure Niclot, depuis août 2023.
Maillage territorial : L'association compte 26 sections locales à travers la France. Ses bénévoles, réunis en association ont pour objectif de faire vivre l'Europe sur leurs territoires à travers des interventions pédagogiques, l'animation de débats la réalisation d'actions de terrain, de conseil et d'influence auprès des décideurs publics.

## Idées
Les idées défendues par les Jeunes Européens sont principalement : 
- une grande Europe de la paix, sur le modèle d'une Fédération dotée d'une Constitution propre et respectant la subsidiarité
- des institutions rénovées, plus démocratiques et plus efficaces, permettant une plus grande implication des citoyens
- une véritable politique étrangère commune et une politique européenne de défense
- un modèle social européen, solidaire et efficace
- un modèle européen d’enseignement supérieur

« Sur le plan institutionnel, Les Jeunes Européens – France demandent la restriction du nombre de commissaires européens et la modification des modalités d'élection de son Président, afin que celle-ci reflète le résultat des élections européennes » expliquait en 2007 la présidente de l'association. L'association soutient en 2014 le principe des spitzenkandidaten et demande en 2019 des listes transnationales.

## Activités
Régulièrement, les Jeunes Européens organisent des activités de plusieurs types : 
- Des cafés européens (organisés par les groupes locaux) permettant de débattre de sujets européens dans un cadre convivial et informel ;
- Des conférences, colloques ou petits déjeuners ;
- Des séminaires nationaux : université d'été[7], week-ends de formation ;
- Des séminaires internationaux, organisés avec d'autres sections nationales ou dans le cadre de la JEF-Europe, qui permettent de rassembler régulièrement plusieurs milliers de jeunes militants européens;
- La commission politique, lieu de débats et d'échanges d'idées entre militants ;
- Des actions de sensibilisation de l'opinion, au travers d'opérations nationales ou locales et de promotion de l'idéal démocratique;
- Le programme « L'Europe par les jeunes », agréé par le ministère de l’Éducation nationale[8], qui cherche à expliciter et sensibiliser aux enjeux du projet européen et à susciter l’envie des jeunes collégiens et lycéens de prendre part à la construction européenne[9]. L'action « Eurodéputé à l'école », lancée en 2012, grâce à la participation des députés européens[10], vise à rapprocher les élus européens des futurs citoyens, contribuant ainsi à la formation citoyenne et à la sensibilisation aux élections européennes en particulier pour les primo-votants ;
- Le programme « Eurotour des campus » de sensibilisation  dans les universités aux programmes de mobilités européennes et internationales Erasmus,SVE, etc. ;
- Des publications en ligne avec le média euro citoyen Le Taurillon et papiers (Taurillon en Flam's sur Strasbourg, Taurillon en Seine sur Paris, Taurillon dans l'arène sur Bordeaux).
- Le projet INCLUDE entre 2018 et 2019 (Initiatives nouvelles pour la citoyenneté locale et urbaine des Européens), en partenariat avec la ville de Paris et le Forum civique européen, dont l'objectif est de faire connaître aux Parisiens leurs droits en tant que citoyens européens et inciter les ressortissants européens à Paris à s’investir davantage dans la vie de la cité, et notamment à s’inscrire sur les listes électorales européennes et municipales.
- Le projet "La Commission au tableau", co-financé par la représentation de la Commission européenne en France, met en place deux actions phares : la création d’un nouveau site L’Europe Par les Jeunes et des interventions des Commissaires européens auprès des jeunes.
- Le projet "AccessiblEU" soutenu par le programme Erasmus+, pour relever le défi de l’éducation civique européenne face à la crise de la Covid-19 et, plus généralement, penser la pédagogie à l’heure du numérique. L’objectif est de développer des outils au format numérique destinés à un public scolaire et au personnel éducatif, avec une adaptation aux personnes en situation de handicap, notamment mental. Il a commencé en mai 2021 et s’est achevé en 2023.

L'association est éditrice du web magazine Le Taurillon qui est lauréat du prix du citoyen européen 2012 attribué par le Parlement européen.

## Organisation

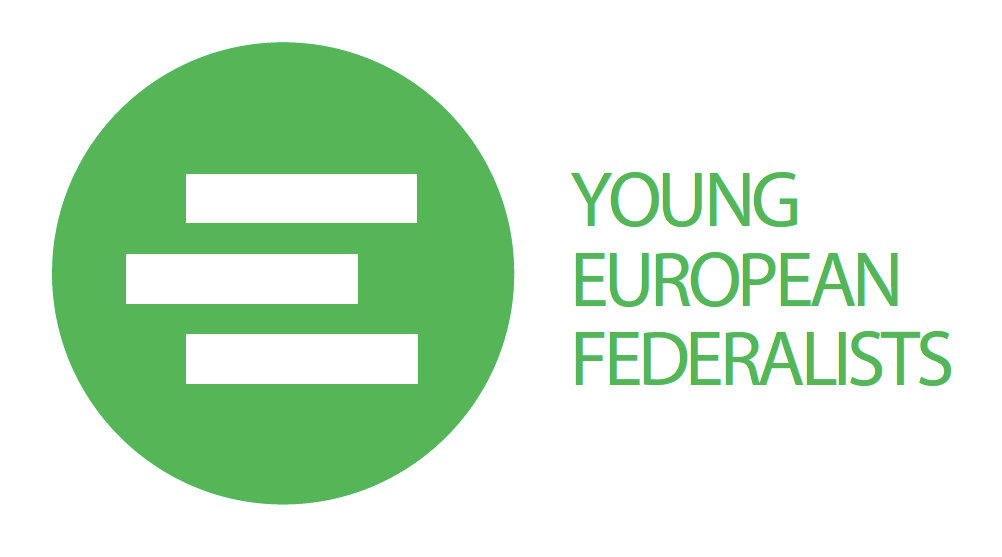
Le logo des Jeunes Européens fédéralistes

Il s'agit d'une association autonome qui fédère une trentaine de groupes locaux et est également la section française des Jeunes Européens fédéralistes (JEF-Europe), elle-même branche jeune de l'Union des fédéralistes européens. Elle dispose de ses propres instances et de positions politiques spécifiques.
Leur organisation repose sur des groupes locaux autonomes et en mesure d'agir sur le terrain. Présents dans la plupart des grandes villes et universités, l'affiliation aux groupes locaux est libre : un étudiant peut ainsi choisir d’être rattaché au groupe de son université ou à celui de sa ville d’origine. Chaque groupe local est animé par une équipe élue, et est représenté à l'Assemblée générale et au Conseil d’administration de l'association. Ils respectent les principes définis dans les statuts nationaux, notamment le pluralisme politique et l’interdiction de toute action partisane. Les adhérents ne pouvant ou ne souhaitant pas rejoindre un groupe local sont représentés au sein de l'association par le Comité des Jeunes Européens-France individuels (COJEFI).
Son siège social est à Paris.

## Campagnes
Son activité alterne entre actions d'information sur la construction Européenne et des engagements politiques plus marqués en faveur du fédéralisme :
- Ratification du traité de l'Union européenne : l'association créée début 1992 participe activement à la campagne en faveur de la ratification du « traité de Maastricht » ;
- Fête de l'Europe : l'association participe tous les 9 mai à la commémoration du Discours de Robert Schuman prononcé le 9 mai 1950[11] ;
- Actions de rue : Manifestation lors du Conseil européen de Nice en décembre 2000 autour du mot d'ordre de la constitution européenne, Flash mob pour les élections européennes en 2009, action de rue sous l'appel « Oui aux États-Unis d'Europe ! » en 2011. Le 25 mars 2017 l'association participe à la Marche pour l'Europe de Rome[12] ;
- Opposition à l'élection de Le Pen : l'association s'est engagée dans les manifestations contre Jean-Marie Le Pen entre les deux tours de l'élection présidentielle française de 2002 ;
- Promotion de la création du service civil européen[13] ;
- En 2005 l'association marque son engagement en faveur du Traité établissant une Constitution pour l'Europe[14] ;
- Liberté pour la Biélorussie : cette action est menée dans toute l'Europe par le biais de toutes les antennes des Jeunes Européens dans les pays où elles sont présentes. L'action consiste à bâillonner les statues et à les accompagner d'écriteaux indiquant « Laissez parler les Biélorusses »[15] ;

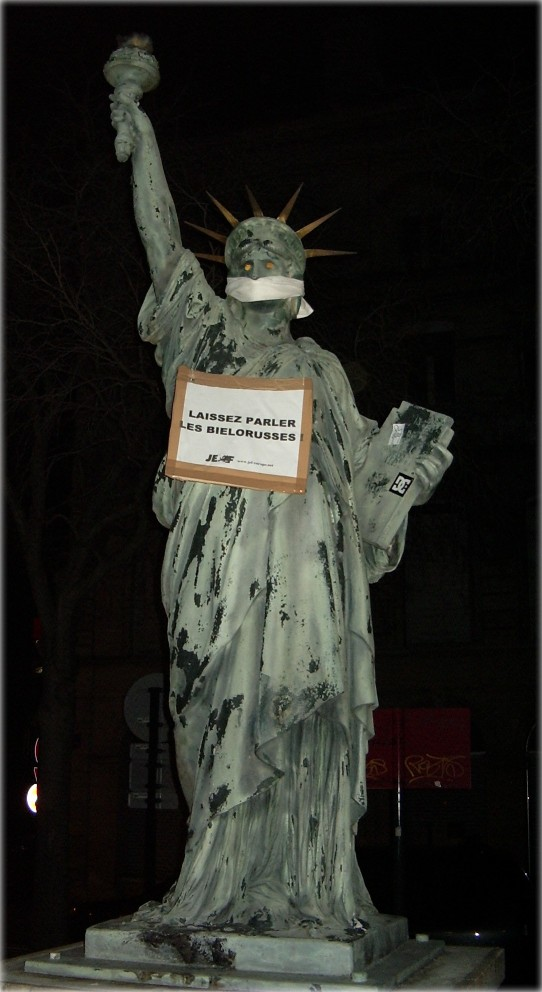
Statue de la Liberté.
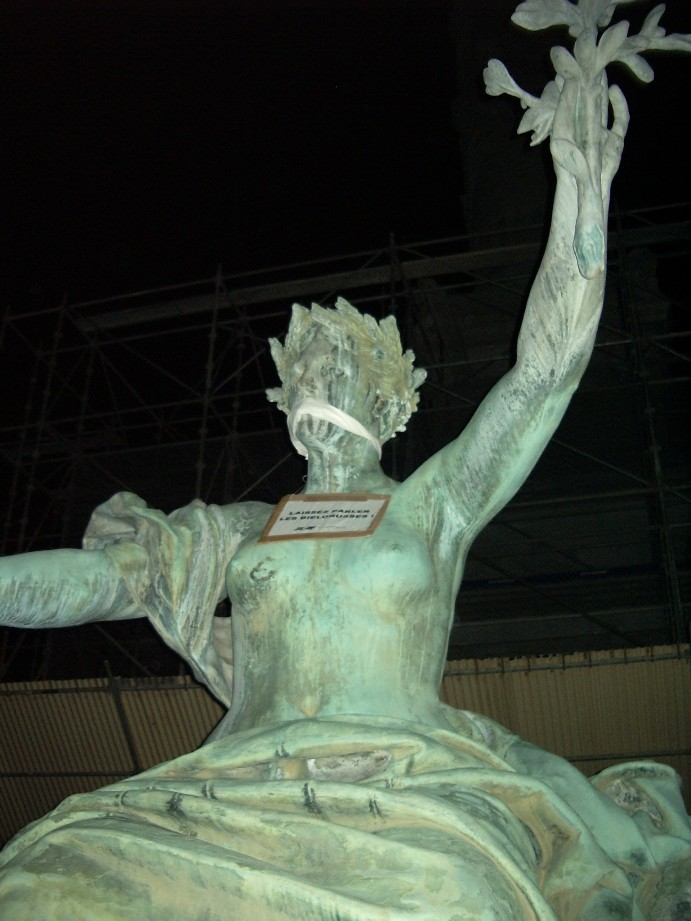
Statue des Quinconces (monument aux Girondins).
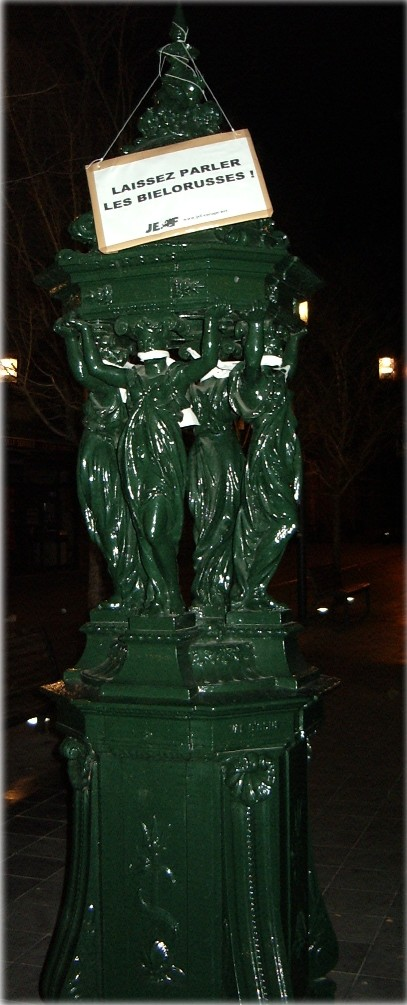
Fontaine rue Sainte-Catherine (Bordeaux).
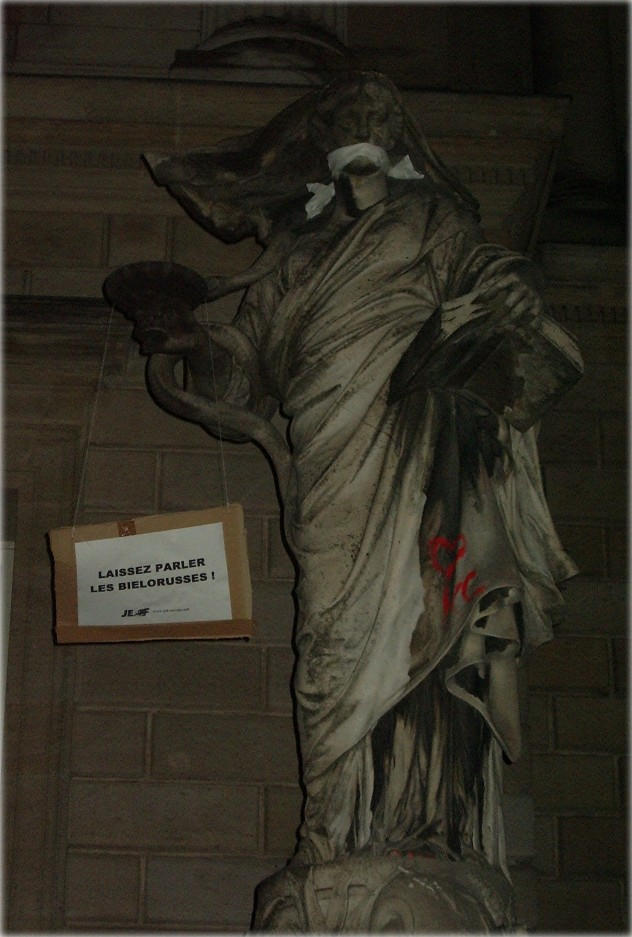
Statue de la faculté de psychologie.
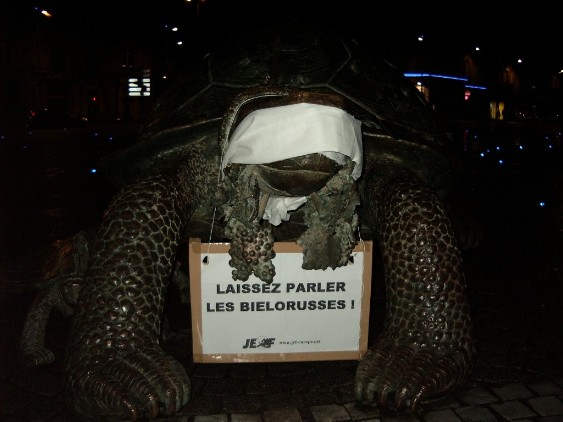
Tortue de la place de la Victoire.

- Eurotour des campus : depuis l'année 2008, un tour des universités françaises pour débattre avec les étudiants des questions européennes autour des campagnes annuelles lancées par la Commission ;
- États généraux de l'Europe : depuis 2008, les États généraux de l'Europe sont un rassemblement de la société civile européenne destiné à susciter une dynamique commune ;
- Convention européenne de la jeunesse : convoquée au Parlement européen de Strasbourg en mars 2017 pour donner une constitution à l'Europe ;
- ReDAct - Reflexion, Débat, Action -projet qui a donné en 2015 l’Appel des Jeunes pour l'Europe, ensemble de 24 propositions pour faire avancer l'Europe.

En 2016, l'association lance en partenariat avec d'autres mouvements la campagne « L'Europe en mieux » dans la perspective du référendum britannique sur la sortie de l'Union européenne qui vient promouvoir la libre circulation, l'euro et le rôle de l'Europe dans le monde.
Enfin un thème récurrent des actions de l'association est l'interpellation des médias sur la faible présence des thématiques européennes alors même que les statuts de France Télévision prévoient de « favoriser une meilleure compréhension du fonctionnement démocratique des institutions européennes ».
- #DemocracyUnderPressure. La campagne, qui célèbre en 2025 sa dix-neuvième édition, alerte les citoyens sur les menaces qui pèsent sur la démocratie, l’État de droit et les libertés fondamentales, au sein de l’Europe et à ses frontières.

- #MonVoteMonEurope pour les élections européennes de 2019.
- #MonEurope pour la Conférence sur l'avenir de l'Europe, la Présidence Française du Conseil de l'Union européenne au premier semestre 2022 et les élections présidentielles françaises de 2022.

En 2024, les Jeunes Européens - France, avec le Mouvement Européen - France et l'Union des Fédéralistes Européens lancent la plus grande coalition de la société civile jamais créée pour les élections européennes, L'Europe Pour De Bon !, dans le cadre des élections européennes du 9 juin 2024.

## Personnes liées aux Jeunes Européens – France
Plusieurs personnalités ont été membres des Jeunes Européens ou de la section française de la Jeunesse européenne fédéraliste : Roger Chinaud (ancien président), Bernard Lehideux, Emeric Bréhier (ancien député), Romain Bail (maire de Ouistreham), Marie-Pierre Vedrenne (eurodéputée).

## Sources

## Compléments